# كران سفلي
كران سفلي (بالفارسية: کران سفلی) هي قرية تقع في قسم ببه‌جيك (مقاطعة تشالدران) في إيران. يقدر عدد سكانها بـ 68 نسمة بحسب إحصاء 2016.